# Bill Eadie
Bill Eadie (Brownsville (Pennsylvania), 27 december 1947) is een Amerikaans professioneel worstelaar die werkzaam was bij World Wrestling Federation (WWF) als Ax (en als zodanig lid van Demolition) en The Masked Superstar.
Eadie was leerkracht en coach op Cambridge High School in Cambridge (Ohio).

## In worstelen
- Als The Masked Superstar
  - Afwerking bewegingen
    - Cobra clutch
    - Swinging neckbreaker

  - Kenmerkende bewegingen
    - Lifting hammerlock

- Als Ax
  - Afwerking bewegingen
    - Demolition Decapitation - met Smash of Crush

  - Kenmerkende bewegingen
    - Repeated double axe handle blows to a grounded opponent
    - Scoop slam

## Prestaties
- Championship Wrestling from Florida
  - NWA Southern Heavyweight Championship (1 keer)

- Eastern Sports Association
  - IW North American Heavyweight Championship (1 keer)

- Georgia Championship Wrestling
  - NWA Georgia Heavyweight Championship (4 keer)
  - NWA Georgia Tag Team Championship (1 keer met Austin Idol)
  - NWA National Heavyweight Championship (3 keer)
  - NWA National Tag Team Championship (3 keer; 1x met King Kong Bundy, 1x met Super Destroyer en 1x met Big John Studd)

- Great Lakes Championship Wrestling
  - GLCW Tag Team Champions (1 keer, huidig; met Smash)

- Mid-Atlantic Championship Wrestling
  - NWA Mid-Atlantic Tag Team Championship (1 keer met Masked Superstar 2)
  - NWA Television Championship (1 keer)
  - NWA World Tag Team Championship (2 keer met Paul Jones)

- United States Xtreme Wrestling
  - USXW Tag Team Championship (1 keer, huidig; met Smash)

- NWA Big Time Wrestling
  - NWA American Heavyweight Championship (1 keer)

- NWA Mid-America
  - NWA World Tag Team Championship (1 keer met Masked Superstar 2)

- Southeastern Championship Wrestling
  - NWA Southeastern Heavyweight Championship (1 keer)

- World Wrestling Federation
  - WWF Tag Team Championship (3 keer met Smash)